# Kikuube (district)
Kikuube is een district in het westen van Oeganda. Hoofdstad van het district is de stad Kikuube. Het district telde in 2014 267.455 inwoners en in 2020 naar schatting 358.000 inwoners op een oppervlakte van 2097 km². Bijna 90% van de bevolking woont op het platteland.
In 2018 werd Kikuube afgesplitst van het district Hoima. De westelijke begrenzing van het district wordt gevormd door het Albertmeer.